# Peloursin
Le peloursin est un cépage français de raisins noirs.

## Origine et répartition géographique
Il provient de la vallée du Grésivaudan dans le département de l'Isère. En 1988, il couvrait 0,59 ha en France[réf. nécessaire]. On cultive un peu le peloursin en Californie et en Australie.
Avec la syrah, il a servi de géniteur naturel du durif[réf. nécessaire].
Le peloursin gris est une variation grise du peloursin[réf. nécessaire].

## Caractères ampélographiques
- Extrémité du jeune rameau duveteux, blanc à liseré carminé.
- Jeunes feuilles aranéeuses, à plages bronzés.
- Feuilles adultes, à 5 lobes avec des sinus latéraux larges et à fonds aigus, un sinus pétiolaire en lyre, des dents anguleuses, étroites, un limbe grisâtre.

## Aptitudes culturales
La maturité est de deuxième époque tardive soit environ 20 jours après le Chasselas.

## Potentiel technique
Les grappes sont moyennes et les baies sont de taille petite. La grappe est cylindrique et compacte. Le cépage est de bonne vigueur. Le cépage est sensible à la pourriture grise et au black-rot. Il produit des vins ordinaires, colorés et astringents[réf. nécessaire].

## Synonymes
Le peloursin est connu sous les noms de belossard, chatille, corsin, durazaine, duret, dureza (pas confondre avec la dureza), durif (à tort car ce cépage existe), durif fourchu, famette, fumette, feunette, gondran, gronnay, gros Béclan, gros nat, gros noir, gros noirin, gros Plant, mal noir, mauvais noir, mosaguin, parlouseau ou parlousseau, pelaursin, pélorsin, pelossard, pellorcin, pellossard noir, pellourcin, plant d´Abas, plant de Paris, pourret, pourrot, saler, salet, salis, sella, soler, spartin, treillin, verné et vert noir[réf. nécessaire].